# Glauce Socorro de Barros Viana
Glauce Socorro de Barros Viana (Ceará, 1941) é uma farmacologista, pesquisadora e professora universitária brasileira. 
Comendadora da Ordem Nacional do Mérito Científico, foi professora titular da Faculdade de Medicina de Juazeiro do Norte e professora (2001-2017). Professora emérita da Universidade Federal do Ceará desde 1999, é membro da Academia de Ciências Farmacêuticas do Brasil e pesquisadora sênior do CNPq, a primeira mulher da UFC a ocupar essa posição.
Membro da Academia Cearense de Ciências, foi coordenadora do Programa de Pós-Graduação em Farmacologia da Universidade Federal do Ceará entre 1978 e 1981 e 1986 e 1988. Foi chefe do Departamento de Fisiologia e Farmacologia da mesma instituição entre 1989 e 1990 e pró-reitora de Pesquisa e Pós-Graduação da Universidade Federal do Ceará entre 1991 e 1995. 

## Biografia
Nascida no Ceará, Glauce ingressou no curso de farmácia da Universidade Federal do Ceará, onde se graduou em 1961. Entre 1970 e 1972 cursou o mestrado em farmacologia pela Universidade da Califórnia em São Francisco e pela mesma instituição obteve o doutorado na mesma área em 1974. Pela Universidade de Maryland, em Baltimore, fez estágio de pós-doutorado entre 1982 e 1984.
Sua principal área de atuação é em Farmacologia Bioquímica e Molecular, Neurofarmacologia e Neurociências e Farmacologia de Plantas Medicinais. É professora emérita da Universidade Federal do Ceará desde 1999, onde ainda atua como professora na área de pós-graduação.

## Linha de Pesquisa e Contribuições Científicas da Profa. Dra. Glauce Viana
A Profa. Dra. Glauce Socorro de Araújo Viana é uma pesquisadora de referência nas áreas de farmacologia bioquímica e molecular, com forte atuação interdisciplinar em neurofarmacologia, produtos naturais, neurociência comportamental e fitomedicina experimental. Sua carreira científica é marcada pela investigação aprofundada dos mecanismos bioquímicos e moleculares de ação de compostos bioativos, com ênfase no desenvolvimento de alternativas terapêuticas seguras e eficazes para o tratamento de transtornos do sistema nervoso central (SNC), como ansiedade, depressão, epilepsia, doenças neurodegenerativas e distúrbios comportamentais associados ao estresse oxidativo.

### 1. Enfoque na Neurofarmacologia Experimental de Produtos Naturais
Ao longo das últimas décadas, a professora Glauce Viana tem se dedicado ao estudo de compostos bioativos isolados de plantas medicinais da biodiversidade brasileira, particularmente alcaloides e flavonoides, com propriedades ansiolíticas, antidepressivas, antinociceptivas e neuroprotetoras. Seu grupo de pesquisa tem sido pioneiro na caracterização farmacológica da riparina I, um alcaloide benzamídico isolado de Aniba riparia (Lauraceae), planta amazônica tradicionalmente utilizada na medicina popular para o alívio da ansiedade e da insônia. A riparina I tem demonstrado efeitos significativos sobre o comportamento emocional de roedores, modulando parâmetros como tempo de imobilidade em testes de nado forçado, exploração em campo aberto e labirinto em cruz elevado, além de influenciar positivamente a expressão de marcadores de plasticidade sináptica e vias antioxidantes.
Essas investigações têm impacto direto na prospecção de novos fármacos, especialmente aqueles que atuam sobre os sistemas serotoninérgico, GABAérgico e glutamatérgico. A busca por compostos com perfil terapêutico inovador e menor risco de efeitos adversos tem orientado os protocolos experimentais desenvolvidos por sua equipe, com ênfase em estratégias de validação pré-clínica que aproximam a pesquisa básica da aplicação clínica.

### 2. Modelos Animais de Transtornos Neurológicos e Psiquiátricos
A professora também lidera o desenvolvimento e aperfeiçoamento de modelos animais para avaliação comportamental e neuroquímica de transtornos como depressão maior, transtornos de ansiedade generalizada, epilepsia, doença de Alzheimer, doença de Parkinson e esclerose múltipla. Esses modelos são utilizados para investigar não apenas a eficácia de compostos bioativos, mas também seus mecanismos de ação, toxicidade e possíveis interações com outros fármacos ou nutrientes.
As abordagens utilizadas incluem desde testes clássicos de comportamento, como o labirinto em cruz elevado, o campo aberto e o teste do nado forçado, até análises histológicas, imunohistoquímicas e bioquímicas, como quantificação de espécies reativas de oxigênio (ROS), atividade de enzimas antioxidantes (SOD, CAT, GPx), expressão de citocinas pró-inflamatórias e marcadores de neuroplasticidade como BDNF e CREB.
Essa integração entre comportamentos fenotípicos e marcadores moleculares permite uma compreensão ampla e detalhada dos efeitos centrais dos compostos testados, promovendo a identificação de potenciais candidatos a novos medicamentos neuropsiquiátricos.

### 3. Estresse Oxidativo, Inflamação e Neurodegeneração
Outra linha de destaque nas pesquisas da Profa. Glauce Viana é a investigação do papel do estresse oxidativo e da inflamação no desenvolvimento de doenças neurológicas. Diversos estudos conduzidos por seu grupo têm demonstrado que compostos naturais com propriedades antioxidantes, como a melatonina e os polifenóis vegetais, podem mitigar os danos neurológicos associados à exposição a agentes estressores, convulsivantes ou neurotóxicos.
Essas pesquisas reforçam o potencial terapêutico dos antioxidantes naturais como agentes adjuvantes no tratamento de desordens neuroinflamatórias, sugerindo que intervenções precoces com esses compostos podem preservar a integridade estrutural e funcional de regiões cerebrais críticas, como o hipocampo e o córtex pré-frontal.
A professora também tem investigado o papel da modulação redox em doenças como Alzheimer e epilepsia, evidenciando como o desequilíbrio entre espécies reativas e defesas antioxidantes contribui para a perda sináptica e a morte neuronal. A utilização de antioxidantes naturais nesses contextos tem mostrado eficácia em restaurar níveis de neurotransmissores, reduzir a peroxidação lipídica e aumentar a expressão de proteínas envolvidas na sobrevivência celular.

### 4. Fitomedicina e Interação Fármaco-Nutriente
Em um país com vasta diversidade botânica e rica tradição etnofarmacológica como o Brasil, a fitomedicina representa uma fronteira promissora para a inovação em saúde. A professora Glauce Viana tem contribuído significativamente para esse campo, realizando estudos de segurança, eficácia e mecanismos de ação de fitoterápicos amplamente utilizados pela população. Suas pesquisas também exploram interações entre medicamentos convencionais e suplementos fitoterápicos, especialmente no contexto de doenças crônicas, onde a polifarmácia é comum.
Essa linha de investigação busca garantir o uso racional e seguro de produtos naturais, oferecendo subsídios científicos para sua regulamentação e incorporação às políticas públicas de saúde, especialmente no âmbito da atenção primária.

### 5. Formação de Recursos Humanos e Colaborações Científicas
Além de sua expressiva produção científica, a Profa. Glauce Viana é reconhecida por sua intensa atividade na formação de recursos humanos altamente qualificados. Já orientou dezenas de trabalhos de iniciação científica, mestrado, doutorado e pós-doutorado, com ênfase na capacitação em técnicas de farmacologia experimental, neuroquímica, bioquímica comportamental e redação científica.
Sua atuação também se destaca em projetos interinstitucionais e colaborações internacionais, incluindo parcerias com grupos de pesquisa em Portugal, França e América Latina, o que fortalece a inserção de seus estudos no cenário global da ciência farmacológica.

### 6. Produção Científica de Referência
A qualidade de sua produção científica é evidenciada por artigos de destaque em revistas internacionais de impacto, como Phytomedicine, Life Sciences, Journal of Ethnopharmacology e Pharmacology Biochemistry and Behavior. A seguir, algumas de suas publicações mais citadas:
- Viana GS, Bandeira MA, Matos FJ. Analgesic and antiinflammatory effects of chalcones isolated from Myracrodruon urundeuva Allemão. Phytomedicine. 2003;10(2–3):189–195.Este estudo pioneiro demonstrou o potencial analgésico e anti-inflamatório de chalconas obtidas de uma árvore do semiárido brasileiro, com forte atividade redox e inibição de mediadores inflamatórios.
- Viana GS, Vale TG, Silva CM, Matos FJ. Antinociceptive effect of the essential oil from Cymbopogon citratus in mice. Journal of Ethnopharmacology. 2000;70(3):323–327.Os resultados reforçam o valor terapêutico do capim-limão, tradicionalmente utilizado como calmante e analgésico, validando seu uso a partir de parâmetros comportamentais controlados.
- Silva MI, Silva MA, Oliveira GV, et al. Behavioral alterations and pro-oxidant effect of riparin I in mice. Life Sciences. 2007;81(6):438–443.A pesquisa alerta para o possível efeito dose-dependente da riparina I sobre o equilíbrio oxidativo e comportamental, sinalizando a importância da farmacocinética no delineamento terapêutico.
- Gomes PB, Feitosa ML, Silva MI, et al. Anxiolytic-like effect of riparin I from Aniba riparia (Nees) Mez. in mice. Pharmacology Biochemistry and Behavior. 2007;87(2):306–313.Considerado um dos principais estudos sobre a riparina I, este artigo demonstrou seu potencial ansiolítico comparável a benzodiazepínicos, com menor risco de sedação e dependência.